# ژاک استام
ژاک استام (فرانسوی: Jacques Stamm‎؛ زادهٔ ۴ آوریل ۱۹۳۹) بازیکن فوتبال اهل فرانسه است.
وی همچنین در تیم ملی فوتبال فرانسه بازی کرده‌است.